# Bernkastel-Kues
Bernkastel-Kues (uitspraakⓘ) is een plaats in Duitsland. Het stadje ligt aan de Moezel, tussen de wijngaarden. Het telt 7.092 inwoners. Het bestaat uit twee delen: Bernkastel op de rechteroever van de Moezel en Kues op de linkeroever. De delen zijn met een brug met elkaar verbonden.
De Moezel vormt in dit gebied de grens tussen de Eifel in het noorden en de Hunsrück in het zuiden en maakt er veel scherpe bochten. De Moezel en Bernkastel-Kues liggen lager dan de omgeving. De wijngaarden liggen op de hellingen van het dal van de Moezel. Bernkastel ligt aan het oosten op de buitenbocht van de Moezel, aan de kant van de Hunsrück, en Kues aan het westen in de binnenbocht. Bernkastel heeft een historisch centrum en trekt meer toeristen. Vanuit het centrum leiden stegen, de smalste over trappen, omhoog naar de wijngaarden. Kues is groter en moderner dan Bernkastel.

## Bezienswaardigheden
Het historische centrum van Bernkastel telt vele vakwerkhuizen. Het renaissancestadhuis dateert uit 1608. Boven Bernkastel verheft zich de ruïne Burg Landshut, een voormalige zomerresidentie van de Trierse aartsbisschoppen. Op de plek van het kasteel bevond zich in de Romeinse tijd een versterking.
Aan de oever van de Moezel in Kues staat het laatgotische St. Nikolaus-Hospital, of Cusanusstift.
In 2017 is het Zylinderhaus geopend, een museum met klassieke auto's van de Duitse auto-industrie.

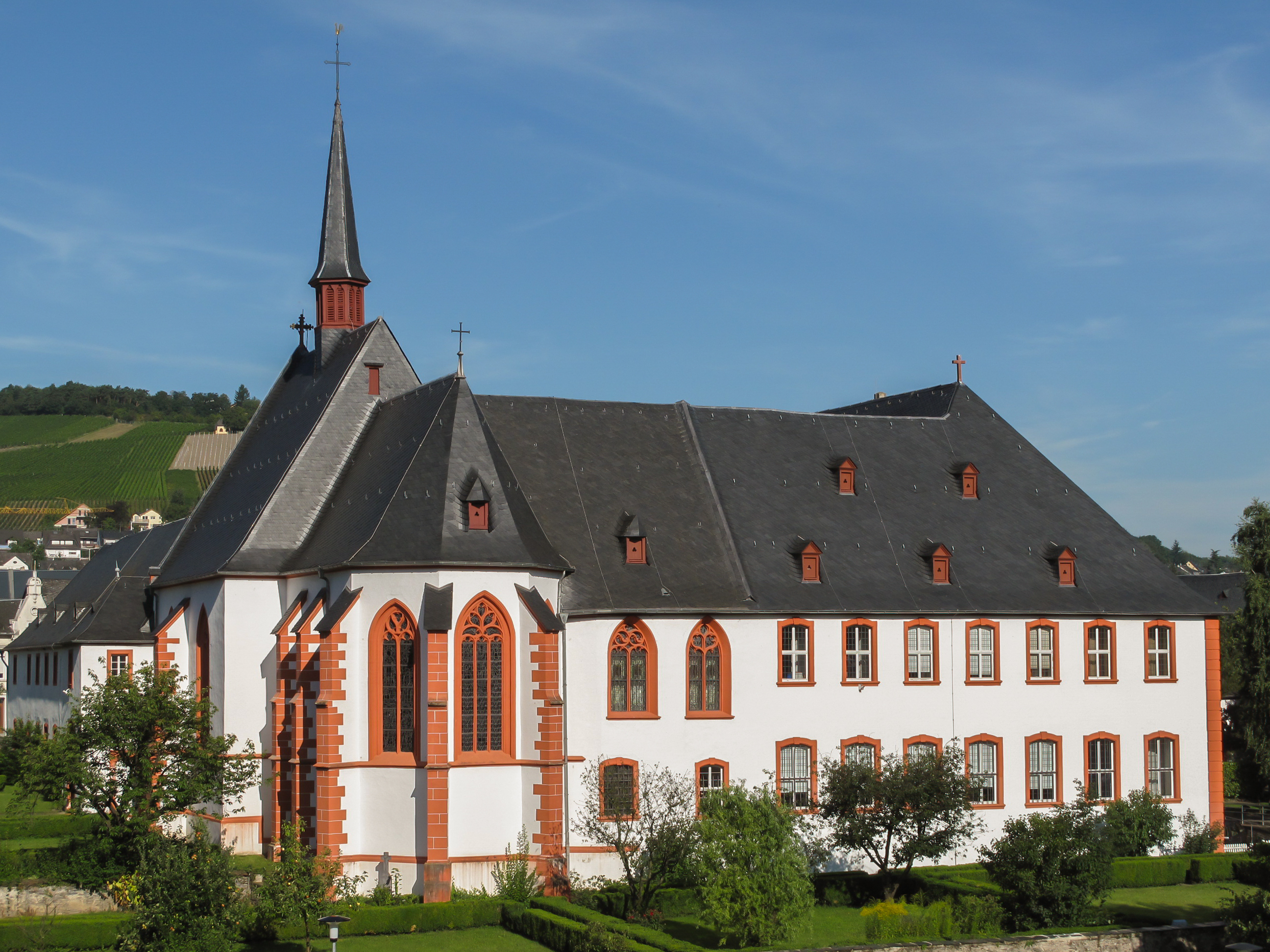
Cusanusstift
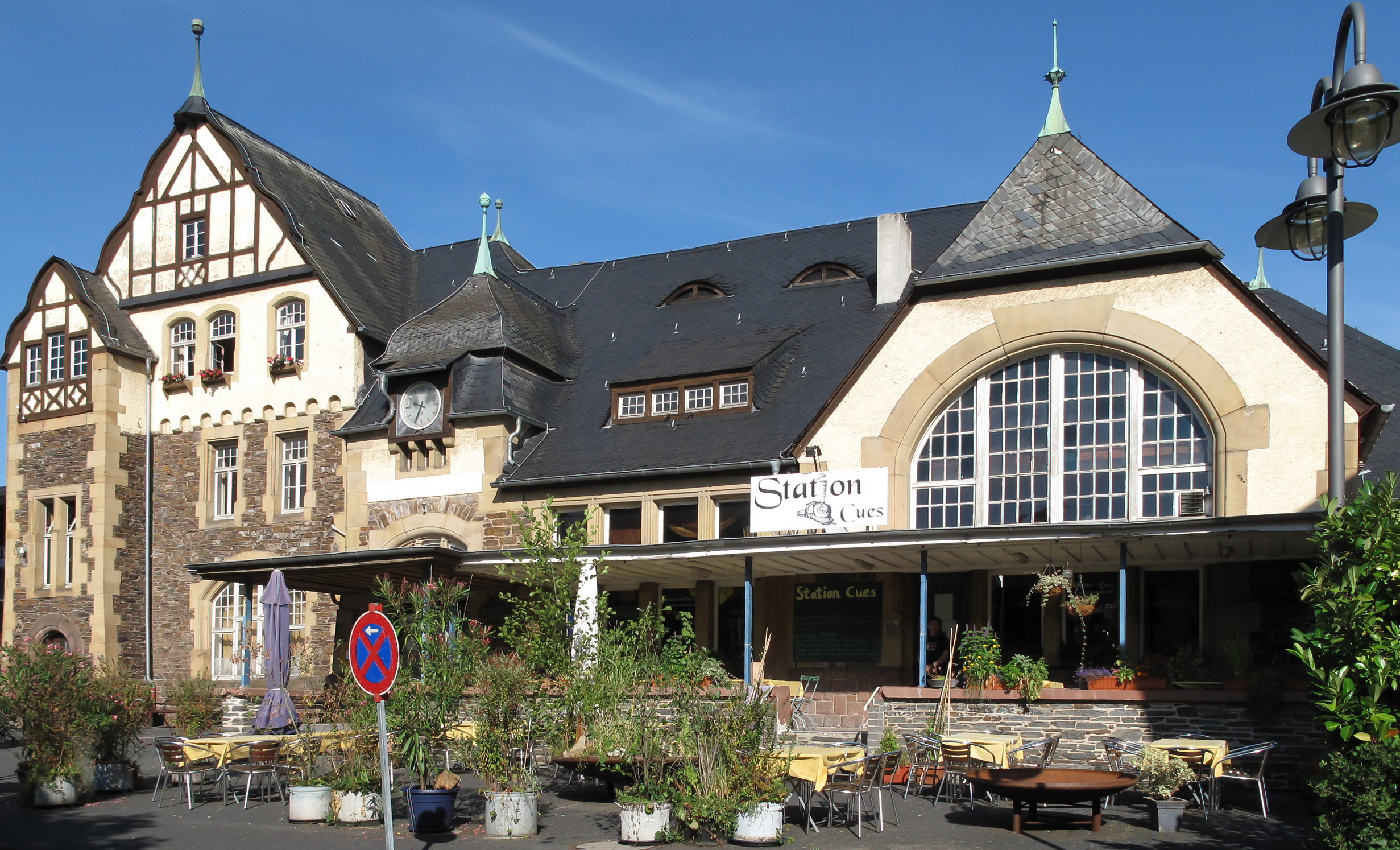
Voormalig station
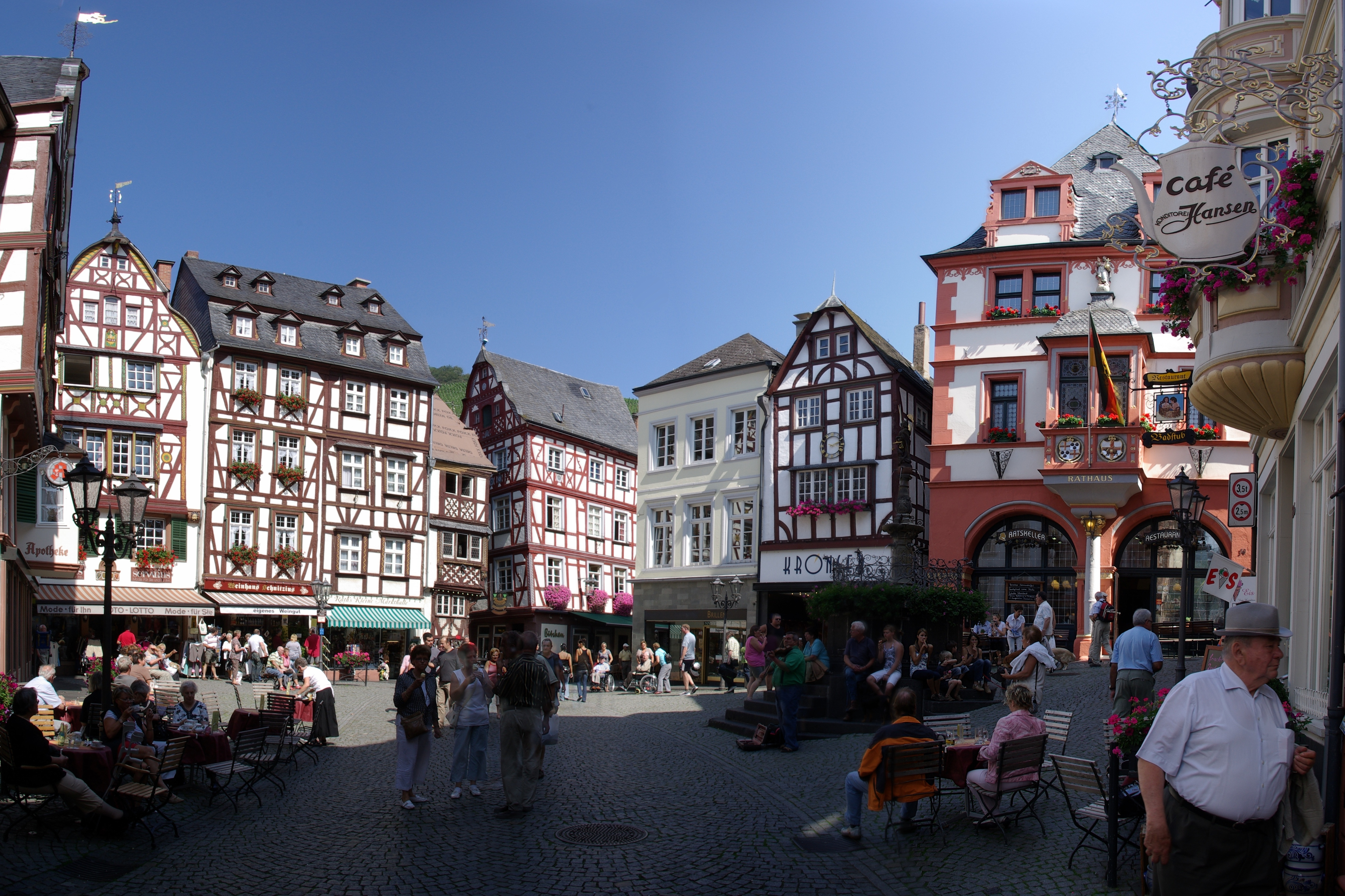
De Markt van Bernkastel
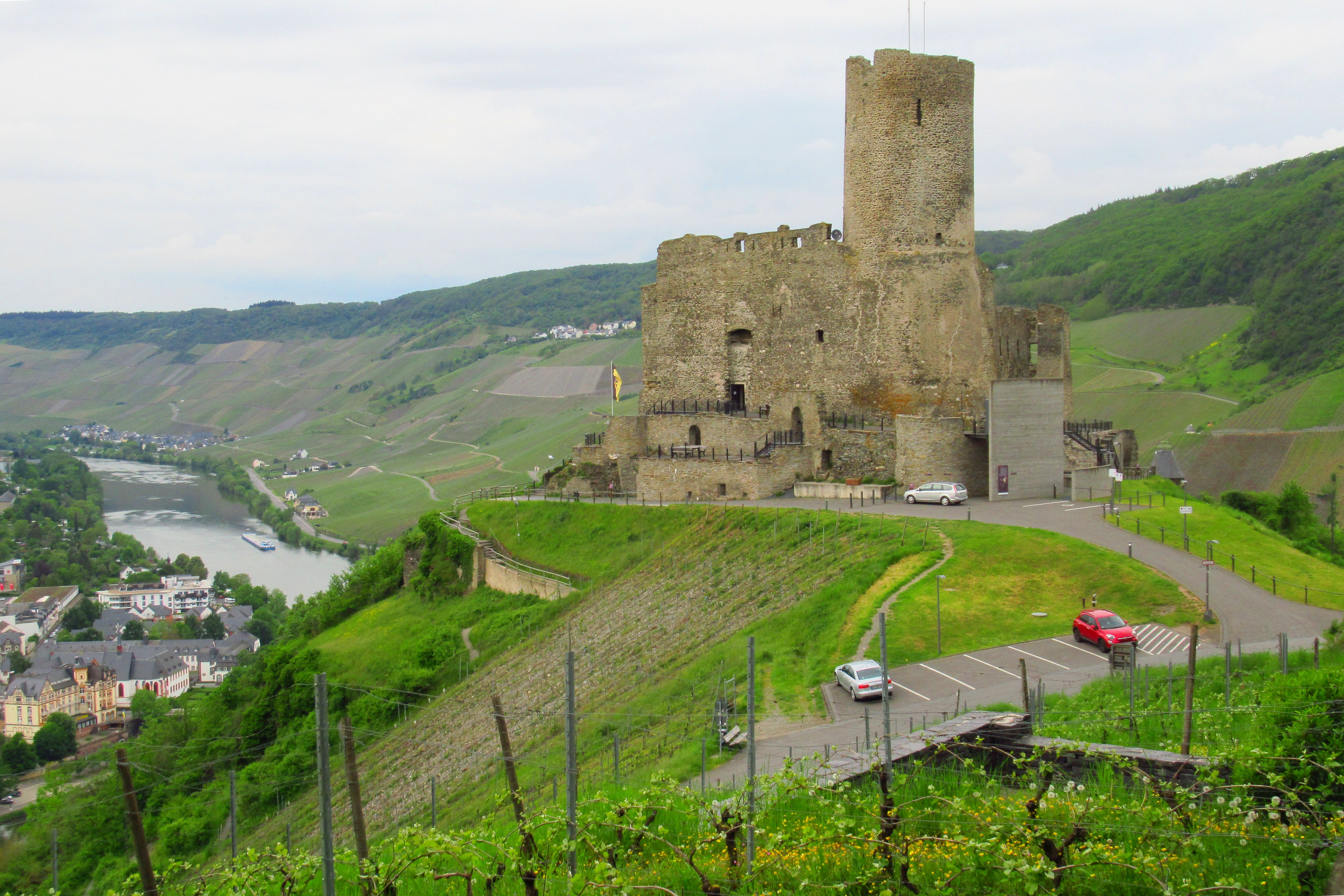
Burg Landshut

## Geboren
- Nicolaas van Cusa (1401-1464), theoloog, filosoof, wiskundige, astronoom, humanist en jurist